# Doutzen Kroesová
Doutzen Kroesová (23. leden 1985, Eastermar) je nizozemská modelka a herečka fríského původu.
Proslula zejména kampaněmi pro značku Victoria's Secret, s níž začala spolupracovat roku 2004. Od roku 2008 je tzv. "Andělem" této značky. Roku 2005 ji časopis Vogue vyhlásil modelkou roku. V roce 2012 ji časopis Forbes zařadil mezi 5 nejvíce vydělávajících modelek světa.
Začínala jako rychlobruslařka. V roce 2011 debutovala na filmovém plátně ve filmu Nova Zembla režiséra Reinouta Oerlemanse. Šlo i první nizozemský film ve 3D.
Jejím manželem je DJ Sunnery James se kterým má dvě děti, syna Phyllona a dceru Myllenu Mae. Její sestra Rens Kroes je odbornice na výživu.